# Németh Ferenc (fotóriporter)
Németh Ferenc (Celldömölk 1952. július 8. – Budapest, 2013. szeptember 4. (k. n.)) fotóriporter, sportfotós.

## Életpályája
1977-től dolgozott a Magyar Távirati Iroda fotósaként, kezdetben mint belpolitikai, illetve protokoll-fotós. Számos hazai esemény mellett ő volt ott a Bajkonuri űrrepülőtéren, amikor Farkas Bertalan, magyar űrhajós felszállt. Nem csak rajongott a sportért, de raliversenyzőként maga is sportolt. Elsősorban  labdarúgó-mérkőzéseket szeretett fotózni, de 1980-tól ott volt az olimpiai játékokon is. Jelképes képe 1987-ben készült egy Ferencváros-Tatabánya mérkőzésen, melyen a kapus még a levegőben úszva vetődik, miközben a labda már a hálóban van. Ezzel a fotóval az Interpress Sajtó Világfotó első díját nyerte akkor, sokan később is mintegy névjegykártyájaként tartották számon a képet. 1995-ben a Sportissimo c. hetilaphoz került rovatvezetőként, az újság azonban 1996-ra megszűnt. Ezt követően a Nemzeti Sporthoz szerződött, ahol 1999-től a fotó rovat vezetője lett, majd egy évtized után a lap főmunkatársává vált. A halála előtti évben a Magyar Labdarúgó-szövetség főállású fotósa lett, súlyos betegsége miatt azonban csak rövid ideig dolgozhatott. Halála utáni búcsúztatóját szeptember 20-án a Puskás Ferenc Stadionban tartották.
2014-ben Németh Ferenc-emlékmérkőzést szerveztek, ahol egy labdarúgómérkőzés erejéig álltak össze a fotóriporterre emlékezők. Két csapat: a Németh Ferenc-emlékcsapat és a Nemzeti Sport újságírói mérkőztek meg a sportfotósra emlékére.

## Díjai
- 1985: VIT-díj[7]
- 1986: a Kínai Nemzetközi Fotópályázat III. díja[7]
- 1987: Interpress Sajtó Világfotó 1. díj[8]
- 1989: Aranylencse-díj a Nemzetközi Olimpiai Bizottságtól[9]
- 1998 a XVI. Magyar sajtófotó-pályázat első díja[10]
- 2005 MOB-médiadíj
- 2013 MSÚSZ-életműdíj[11] (fia vette át)